# Barbera d'Asti superiore
Le Barbera d'Asti superiore est un vin italien de la région Piémont doté d'une appellation Dénomination d'origine contrôlée DOC depuis le 9 janvier 1970. 

## Aire de production
Seuls ont droit à la Dénomination d'origine contrôlée (DOC) les vins rouges récoltés à l'intérieur de l'aire de production définie par le décret. Les vignobles autorisés se situent en province d'Asti (dans 118 communes) et en  province d'Alexandrie (dans 50 communes). Le Barbera d'Asti superiore se distingue du Barbera d'Asti par sa meilleure aptitude au vieillissement. Il peut se conserver de trois à huit ans.
Le décret prescrit un vieillissement obligatoire d’au moins 12 mois à compter du 1er janvier suivant la vendange, dont au moins 6 mois en fûts de chêne ou de châtaignier.
Depuis l’an 2000, 3 sous-zones ont été déterminées pour la qualité « superiore » mais avec des prescriptions plus sévères :

### Sous-zone Nizza
Les vignobles autorisés se situent dans les communes Agliano Terme, Belveglio, Bruno, Calamandrana, Castel Boglione, Castelnuovo Belbo, Castelnuovo Calcea, Castel Rocchero, Cortiglione, Incisa Scapaccino, Mombaruzzo, Mombercelli, Moasca, Nizza Monferrato, Rocchetta Palafea, San Marzano Oliveto, Vaglio Serra et Vinchio. Vieillissement: 21 mois

### Sous-zone Tinella
Les vignobles autorisés se situent dans les communes Costigliole d'Asti, Calosso, Castagnole delle Lanze, Coazzolo et Isola d'Asti (partie droite vue de la route Asti - Montegrosso d'Asti). Vieillissement: 24 mois

### Sous-zone Colli Astiani ou Astiano
Les vignobles autorisés se situent dans les communes Montemarzo (fait partie de la ville Asti), San Marzanotto valle Tanaro (fait partie de la ville Asti), Isola d'Asti (partie gauche vue de la route Asti - Montegrosso d'Asti), Mongardino, Vigliano d'Asti, Montegrosso d'Asti, Montaldo Scarampi, Rocca d'Arazzo, Azzano d'Asti. Vieillissement: 24 mois

## Caractéristiques organoleptiques
- couleur: rouge rubis tendant au rouge grenat avec le vieillissement ;
- odeur: vineux, avec un parfum caractéristique tendant au fugace avec le vieillissement ;
- saveur: sec,  corsé mais harmonieux, agréable et plein après un vieillissement.

Le Barbera d'Asti superiore se déguste à une temperature de 16 à 18 °C. Le vin peut vieillir 4 à 8 ans et se rapproche en qualité d'un barolo.

## Association de plats conseillée
Minestrone, gibier, viande rouge braisée, grillades avec sauces, amuse-gueules, charcuterie, pâtés et terrines, pâtes.

## Production
Province, saison, volume en hectolitres :
- pas de données disponibles

## Prix
Selon les millésimes, la bouteille se vend entre 2,0 € et 94 € sur Internet,.